# Rue Marié-Davy
La rue Marié-Davy est une voie du 14e arrondissement de Paris, en France.

## Situation et accès
La rue Marié-Davy est une voie publique située dans le 14e arrondissement de Paris. Elle débute au 38, rue du Père-Corentin et se termine au 31, rue Sarrette.
Le quartier est desservi par la ligne 4 aux stations Alésia et Porte d’Orléans.

## Origine du nom

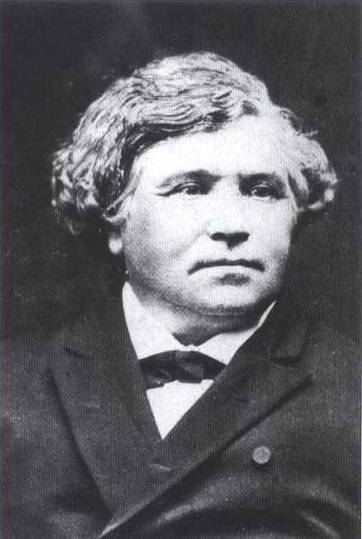
Hippolyte Marié-Davy.

Elle porte le nom de Hippolyte Marié-Davy (1820-1893), directeur de l'Observatoire de Montsouris.

## Historique
La voie est ouverte en 1894 et prend sa dénomination actuelle par arrêté du 28 décembre 1894. 